# Disney on Ice
Disney on Ice es una serie de espectáculos sobre hielo producido por Feld Entertainment en un convenio con The Walt Disney Company. Dirigido principalmente a los niños, muestra a patinadores vestidos como personajes de dibujos animados de Disney en cada uno de los distintos shows; su música y la trama a partir de elementos recogidos de diferentes películas de Disney. La producción comenzó en 1981, bajo el nombre "Walt Disney's World on Ice ". El nombre fue cambiado a "Disney on Ice" en 1998.
El espectáculo se ha presentado en todo el mundo, incluidas las regiones de patinaje no tradicionales como América, el Medio Oriente y Asia, Australia y Europa. Nuevos shows debutan y por lo general se presentan en América del Norte, por dos años, y luego a Japón por su tercer año, y Australia, Inglaterra y otras partes del mundo por cuarto año consecutivo. Ellos por lo general luego regresan a los EE. UU. por un año más, y luego a otros lugares para su sexto año. 

## Silver Anniversary Celebration (2015)
Passport to Adventure (antes Mickey & Minnie's Magical Journey y actualmente Silver Anniversary Celebration) es el espectáculo de mayor duración en la gira después de abrir originalmente en St. Petersburg, Florida el 12 de octubre de 1995, como World on Ice: 3-D. Y luego se convirtió en Clásicos de Disney. Fue actualizado en 2001, 2002, 2003, 2007 y 2008. El espectáculo contaba la historia de una aventura de Mickey y Minnie que les permite ver partes de debajo del mar, Hawái, El país de Nunca Jamás y África.
Las siguientes historias y personajes se presentan en el espectáculo:
- Peter Pan
- La sirenita
- El rey león
- Frozen

## Dare to Dream (2011)
Disney on Ice presenta Dare to Dream. Las historias que aparecen son: The Princess and the Frog, con la Princesa Tiana y el Príncipe Naveen, los sueños se hacen realidad cuando la Cenicienta encuentra a su príncipe azul; Enredados, con Rapunzel, Blancanieves y su apasionante historia de amor con su príncipe, y el gran final con las princesas de Disney en un maravilloso castillo.
Las siguientes historias y personajes se presentan en el espectáculo:
- The Princess and the Frog
- La Cenicienta
- Enredados
- Snow White and the Seven Dwarfs

## Let's Party! (2013)
El espectáculo se estrenó el 4 de septiembre de 2009, como Let's Celebrate!. Esto fue cambiado posteriormente a Let's Party! y es un espectáculo recopilatorio anunciado como "una gran fiesta colosal en el hielo". El espectáculo consiste en un paraíso invernal con los juguetes de Toy Story, Halloween con Jack Skellington y varios de los villanos de Disney, un "Muy Feliz no cumpleaños" con Alicia y el Sombrerero Loco y un baile real con las princesas de Disney . El espectáculo también cuenta con la princesa de Disney; Tiana, así como muchos otros festivales de todo el mundo. Este es el primer proyecto que cuentan con el nuevo actor de voz de Mickey Mouse, Bret Iwan. 
Las siguientes historias y personajes se presentan en el espectáculo:
- Snow White and the Seven Dwarfs
- Pinocho
- La Cenicienta
- Alicia en el país de las maravillas
- Peter Pan
- La bella durmiente
- El libro de la selva
- La sirenita
- La bella y la bestia
- Aladdín
- The Nightmare Before Christmas
- Mulan
- Toy Story 3
- Lilo & Stitch
- Enchanted
- The Princess and the Frog

## Worlds of Enchantment (2015)
Worlds of Enchantment se inauguró el 2015. El primer acto del espectáculo cuenta con los personajes de la película Cars 2, Cars 3, La sirenita (película de 1989), Toy Story 3 y el escape de Woody, Buzz Lightyear, Jessie y el resto de los juguetes de la guardería Sunnyside. El segundo acto cuenta con la maravillosa historia de las hermanas Anna y Elsa que te llevaran al maravilloso mundo de Frozen junto a Olaf y Kristoff, una gran aventura congelada te espera.
Este programa también incluye por primera vez en la franquicia de Disney on Ice: un pre-show de una hora en torno a varias princesas de Disney , dando a los clientes la oportunidad de ver varios vestidos y recuerdos de princesas. Este fue el último Disney on Ice en el que participó Wayne Allwine, actor de voz desde 1977 de Mickey Mouse, ya que murió en mayo de 2009. 
Las siguientes historias y personajes se presentan en el espectáculo:
- Cars 2 (primer espectáculo) y Cars 3 (segundo espectáculo)
- La sirenita (película de 1989)
- Toy Story 3
- Frozen

## Mundos Fantásticos (2014)
Inaugurado el 1 de septiembre de 2006, Princess Wishes muestra versiones abreviadas de las historias de las Princesas Disney y heroicos personajes populares, como Blancanieves, el Príncipe, Bella, la Bestia, Jasmine, Aladdín, Cenicienta, el Príncipe Encantador, la princesa Aurora, el príncipe Felipe, Ariel, el príncipe Eric, Rapunzel, Flynn Rider, Tiana y el Príncipe Naveen con Tinker Bell que sirve como el presentador del show, y Mickey Mouse también presenta vínculos entre segmentos. El espectáculo incluye iluminación y láser efectos, así como pirotecnia, con fuego del dragón en el hielo durante la secuencia de la Bella Durmiente y Frozen. Te esperan tus nueve princesas favoritas en un inigualable e incomparable show.  
Las siguientes historias y personajes se presentan en el espectáculo:
- Snow White and the Seven Dwarfs
- La Cenicienta
- La bella durmiente
- La sirenita
- La bella y la bestia
- Aladdín
- The Princess and the Frog
- Enredados
- Frozen

## 100 Years of Magic (2015)
Inaugurado el 3 de septiembre de 1999, 100 Years of Magic, o All Star Parade, también se ha conocido como The Magical World of Disney on Ice. Ha sido revisado en 2005, 2007, 2009, 2010 y 2012. Más de 65 personajes de Disney se encuentran en este espectáculo. El espectáculo está coreografiado por Sarah Kawahara.
Las siguientes historias y personajes se presentan en el espectáculo:
- Snow White and the Seven Dwarfs
- Pinocho
- La Cenicienta
- La sirenita
- La bella y la bestia
- Aladdín
- El rey león
- Toy Story 2
- Mulan
- Buscando a Nemo
- Enredados
- The Princess and the Frog
- Frozen

## Representaciones Anteriores
- World on Ice (1981-1982)
- Great Ice Odyssey (1982-1983)
- Magic Kingdom on Ice (1983-1984)
- Happy Birthday! Donald (1984-1990)
- Sport Goofy (1985-1990)
- Snow White and the Seven Dwarfs (Primera Versión 1986–1992)
- Pinocchio (1987–1992)
- Celebrating Mickey Mouse (Mickey's Diamond Jubilee) (1988–1993)
- Peter Pan (1989–1993)
- World on Ice: 10th Anniversary (1990–1996)
- Double Feature...Live! (1991–1997)
- Beauty and the Beast (1992–2006)
- Aladdin (1993–1997)
- Snow White and the Seven Dwarfs(Segunda Versión 1994-2001)
- Disney Adventures
- World on Ice: 3-D (1995–2000)
- Forever Love featuring Pocahontas (1996–2000)
- Disney•Pixar's Toy Story (1996–2002)
- Happily Ever After featuring Hercules (1997–2000)
- Disney Classics (2000-2003)
- The Little Mermaid (1998–2002)
- Jungle Adventures (2000–2006)
- Disney•Pixar's Toy Story 2 (2001–2005)
- Princess Classics (2002–2011)
- Disney•Pixar's Monsters, Inc. (2003–2007)
- Disney•Pixar's Finding Nemo (2004–2010)
- Disneyland Adventure (2005–2011)
- Disney's High School Musical: The Ice Tour (2007–2009)
- Disney•Pixar's Toy Story 3 (2010–2012)
- Treasure Trove (2011-2016)
- Cars (2012)

## Las representaciones más largas
- Passport to Adventure (16 años)
- 100 Years of Magic (12 años y contando)
- Snow White and the Seven Dwarfs (14 años)
- Beauty and the Beast (14 años)

- Datos: Q3030504
- Multimedia: Disney on Ice / Q3030504